# Katedrála svatého Jiljí (Štýrský Hradec)
Katedrála svatého Jiljí, místními zvaný Grazer Dom, je kostel zasvěcený svatému Jiljí v rakouském městě Štýrský Hradec. Je sídlem biskupa štýrské diecéze, zvané Diecéze Graz-Seckau. Kostel byl postaven v letech 1438-62 Fridrichem III. v gotické architektuře. V blízkosti se nachází mauzoleum vládce Ferdinanda II.